# N.P. Johnsens Fyrværkerifabrik
N. P. Johnsens Fyrværkerifabrik var et fyrværkerilager, i Seest ved Kolding.
Lageret, der startede som en fyrværkerifabrik, blev etableret i 1975 på Kløvkærvej i Seest, Kolding. Stifteren af fabrikken, var Niels Peter Johnsen, der havde været direktør ved Kolding Fyrværkerifabrik siden 1967. Da Kolding Fyrværkerifabrik lukkede i 1975, besluttede han at starte en fabrik for sig selv. Da Niels Peter Johnsen stoppede, overtog sønnerne Ernst og Bjarne Johnsen fabrikken. Fyrværkerifabrikken blev ramt af stort uheld d. 3. november 2004, da Fyrværkeriulykken i Seest skete. På daværende tidspunkt, blev forretningen ledet af Bjarne Johnsen og hans søn, Lars. Lars var direktør i firmaet, der i øvrigt ikke producerede fyrværkeri, men importerede det meste fra Kina.
Siden ulykken i 2004 har firmaet ligget  stille, og i september 2005 udtalte Lars Johnsen til Jydske Vestkysten, at han ikke ville  retablere firmaet. Firmaet blev solgt og de nye udenlandske ejere skiftede navnet til Johnsen Fyrværkeri A/S.
Senere kom virksomheden til at hedde Vulcan Fireworks A/S og flyttede til Vamdrup. I 2014 lukkede virksomheden.